# Brachyglanis microphthalmus
Brachyglanis microphthalmus är en fiskart som beskrevs av Bizerril, 1991. Brachyglanis microphthalmus ingår i släktet Brachyglanis och familjen Heptapteridae. Inga underarter finns listade.